# Anne-Sophie Frigout
Pour les articles homonymes, voir Frigout.
Anne-Sophie Frigout, née le 11 avril 1991 à Reims, est une enseignante et femme politique française. Membre du Rassemblement national et de L'Avenir français, elle est élue conseillère régionale du Grand Est en 2021, puis députée de la deuxième circonscription de la Marne en 2022. Son élection est invalidée par le Conseil constitutionnel la même année et elle perd l'élection législative partielle organisée dans sa circonscription. Elle est élue députée européenne en 2024.

## Situation personnelle
Anne-Sophie Frigout naît le 11 avril 1991 à Reims. Elle y effectue un master d'histoire sur « la conquête du Pérou ». Elle est enseignante en histoire-géographie à Fismes.
Elle est mère d'un enfant en juin 2024.

## Parcours politique

### Engagement à Debout la France
Elle entre en politique en 2012 en rejoignant Debout la République. Lors des élections régionales françaises de 2015, elle est tête de liste DLF dans la Marne au côté de Laurent Jacobelli. Durant les élections législatives de 2017, elle est candidate Debout la France dans la première circonscription de la Marne et obtient 1,9 % des suffrages exprimés, échouant à se qualifier au second tour. De 2018 à 2020, elle est déléguée nationale à la dignité animale au sein de Debout la France et s'occupe du programme sur la cause animale. Elle devient également vice-présidente du parti entre 2019 et 2020.

### Ralliement au Rassemblement national
Elle quitte Debout la France pour rejoindre L'Avenir français en 2020, parti allié au Rassemblement national. Elle est élue membre du conseil régional du Grand Est en 2021. Elle est élue députée de la 2e circonscription de la Marne en 2022, sous les bannières du RN et de LAF, avec 54,8 % des suffrages.
Elle est considérée comme une « figure montante » du Rassemblement national.

#### Députée de la Marne
Anne-Sophie Frigout passe six mois au palais Bourbon, s'engageant notamment contre les zones à faibles émissions.

#### Élections législatives partielles de 2023
Le 2 décembre 2022, le Conseil constitutionnel invalide son élection, à la suite d'un recours introduit par la candidate de la majorité Laure Miller, en raison d'une erreur sur les bulletins de la candidate de la majorité présidentielle.
Lors du premier tour de l'élection législative partielle le 22 janvier 2023, Anne-Sophie Frigout est en tête avec 34,8 % des voix, devant la candidate de la majorité présidentielle Laure Miller qui recueille 30 % des voix.
Victorien Pâté, de la NUPES, appelle à voter pour Laure Miller au soir du premier tour et Anne-Sophie Frigout est battue au second tour de l'élection, avec 48,2 % des voix.

#### Élections sénatoriales de 2023
Le 6 mai 2023, Anne-Sophie Frigout annonce être la tête de liste du Rassemblement national pour les élections sénatoriales de la Marne du 24 septembre 2023. Sa liste arrive en troisième position avec 11,92 % (186 voix) et n'obtient aucun siège.

#### Élections européennes de 2024
Anne-Sophie Frigout est candidate en 8e position aux élections européennes de 2024, sur la liste du Rassemblement national de Jordan Bardella. Elle est élue députée européenne.

#### Élections législatives de 2024
Elle est candidate aux élections législatives de 2024 dans la deuxième circonscription de la Marne.
Lors du premier tour de l'élection législative du 30 juin 2024, Anne-Sophie Frigout est en tête avec 36,35 % des voix, devant la députée sortante Laure Miller, qui recueille 30,39 des voix.
Stéphane Pirouelle, du Nouveau Front populaire, se désiste le soir du premier tour et appelle à voter pour Laure Miller. Anne-Sophie Frigout est battue au second tour de l'élection, obtenant 41,92 % des voix.

#### Élections municipales de 2026
Le 28 mai 2025, Anne-Sophie Frigout officialise sa candidature aux élections municipales de 2026 à Reims pour le Rassemblement national,. Elle y fait des propositions pour lutter contre l'insécurité et souhaite mettre en place la gratuité partielle des transports en commun sur Reims.

## Prises de position
Durant les 5 mois où elle a été députée, Anne-Sophie Frigout a milité contre les zones à faibles émissions (ZFE) en France et plus particulièrement à Reims. Elle estime qu'il s'agit d'une « ségrégation sociale » et qu'il y a une « rupture d'égalité » entre les Français. Le 29 août 2022, elle lance une pétition contre la zone à faibles émissions à Reims, qui récolte plus de 10 000 signatures en septembre selon elle. Le 20 septembre 2022, elle dépose une proposition de loi pour l'interdiction des ZFE en France,. En janvier 2023, dans le journal Le Monde, elle affirme avoir récolté 11 000 signatures dans la Marne.
« Passionnée par la cause animale » selon L'Express, Anne-Sophie Frigout soutient le projet de loi contre la corrida porté par le député Aymeric Caron.

## Détails des mandats et fonctions
- 22 juin 2022 - 2 décembre 2022 : députée de la deuxième circonscription de la Marne
- depuis le 2 juillet 2021 : conseillère régionale du Grand Est
- depuis le 16 juillet 2024 : députée européenne de France.

## Résultats électoraux
- 12 juin 2017 : au premier tour pour les élections législatives dans la 1re circonscription de la Marne, Anne-Sophie Frigout (DLF) recueille 1,93 % des suffrages[25].
- 20 juin 2021 : au premier tour pour les élections départementales dans le canton de Bourgogne-Fresne, Anne-Sophie Frigout (RN) recueille 25,08 % des suffrages[26].
- 19 juin 2022 : au second tour pour les élections législatives dans la 2e circonscription de la Marne, Anne-Sophie Frigout (RN) recueille 54,81 % des suffrages[27].
- 9 février 2023 : au second tour pour les élections législatives partielles dans la 2e circonscription de la Marne, Anne-Sophie Frigout (RN) recueille 48,2 % des suffrages[11].
- 24 septembre 2023 : lors des élections sénatoriales dans la Marne, Anne-Sophie Frigout (RN) recueille 11,92 % des suffrages[28].
- 7 juillet 2024 : au second tour pour les élections législatives anticipées dans la 2e circonscription de la Marne, Anne-Sophie Frigout (RN) recueille 41,92 % des suffrages[29].